# Алиева къща
Къщата музей „Али Риза ефенди“ (на македонска литературна норма: Спомен куќа „Али Риза Ефенди“) е възстановена възрожденска къща в село Коджаджик, Северна Македония.
Роден дом на Али Риза ефенди (1839 - 1888), бащата на Мустафа Кемал Ататюрк, сградата е обявена за значимо културно наследство на Северна Македония.
Къщата е разположена в Ташли махала на Коджаджик. Притежание е на османския военен Казли Хафез Ахмед, бащата на Али Риза ефенди и дядо на Ататюрк. Към началото на XXI век къщата заедно със съседната по-малка, така наречена роднинска къща е разрушена, като са запазени единствено основите.
Двете къщи са реставрирани с пари на министерството на културата и на Турската агенция за сътрудничество и развитие ТИКА и превърнати в музей. Изграден е и път към тях от центъра на Коджаджик. Музеят отваря врати на 19 май 2014 година в присъствието на президента Георге Иванов, министъра на културата Елизабета Канческа-Милевска и турския вицепремиер Емрула Ишер.